# John Dalton
John Dalton (Eaglesfield, 1766. szeptember 6. – Manchester, 1844. július 27.) angol fizikus és kémikus, az atomelmélet védelmezője.
Hatéves korában derült ki róla hogy dikromata (színtévesztő). Tudományos érdeklődése igen sokrétű volt. Jelentős kutatásokat végzett a színvakság és színtévesztés területén. A vörös és zöld színek összetévesztését ma is daltonizmus néven ismeri az orvosi szaknyelv.
Démokritosz után 2200 évvel ismét felismerte az atom jelentőségét. Róla nevezték el az atomi tömegegységet daltonnak és a tökéletes gázok elegyeiben a parciális nyomásra vonatkozó Dalton-törvényt.

## Élete

### Gyerek- és ifjúkora
Kvéker családban született Eaglesfieldben, a cumberlandi Cockermouth közelében. Apja takács volt. Tizenöt éves korában bátyja, Jonathan mellé szegődött, hogy segítsen egy kvéker iskola működtetésében a közeli Kendalban. 1790 körül azt fontolgatta, hogy jogot vagy orvostudományt tanuljon, a családtagjai azonban nem bátorították – az Anglikán Egyháztól elszakadók (a dissenterek) ebben az időben nem tanulhattak vagy taníthattak az angol egyetemeken –, így Kendalban maradt 1793 tavaszáig, amikor Manchesterbe költözött.
Főleg John Gough vak filozófus és polihisztor támogatásának köszönhetően – akitől ekkori tudományos ismeretei javát szerezte – Daltont kinevezték a matematika és a természetfilozófia tanárának a manchesteri dissenter akadémián. 1800-ig őrizte meg ezt az állását, amikor az iskola rosszabbodó pénzügyi helyzete miatt feladta és magánórák adásából kezdett élni.
Zsenge korában nagy befolyással volt rá egy Elihu Robinson nevű prominens eaglesfieldi kvéker, aki képzett meteorológus volt és hangszerkészítő, és akinek a hatására érdekelni kezdték a matematika és a meteorológia problémái. Kendali éveiben Dalton problémamegoldásokat és különböző témákban kérdéseket küldött a Gentlemen's and Ladies' Diaries almanachnak, és 1787-ben meteorológiai naplót indított (amelybe a következő 57 év során több, mint 200 ezer megfigyelést jegyzett be). Nagyjából ugyanekkor újra felfedezte George Hadley atmoszferikus cirkulációról szóló elméletét (mai neve Hadley-cella).
Első publikációja az 1793-ban megjelent Meteorológiai megfigyelések és esszék (Meteorological Observations and Essays) volt, amely már tartalmazta több későbbi felfedezése magvait. A megközelítés eredetisége ellenére a mű nem vonta magára más korabeli tudósok figyelmét. Második munkája, Az angol nyelvtan elemei (Elements of English Grammar) 1801-ben jelent meg.

### Színlátási zavara
1794-ben, röviddel Manchesterbe érkezése után Daltont a Manchesteri Irodalmi és Filozófiai Társaság (Manchester Literary and Philosophical Society, "Lit & Phil") tagjává választották és néhány héttel később értekezést publikált Különleges tények a színek látásával kapcsolatban (Extraordinary facts relating to the vision of colours) címmel, amelyben azt feltételezte, hogy a színlátás hiányosságai a szemgolyó folyadékának elszíntelenedéséből erednek. Mielőtt Dalton a saját színlátáshiányáról írt, ezt a jelenséget senki nem írta le, sőt hivatalosan tudomást sem vettek a létezéséről. Bár elméletét még életében megcáfolták, saját látási problémáinak alapos tanulmányozásával olyan ismertségre tett szert, hogy a színtévesztésre elterjedt a daltonizmus név. Konzervált szemgolyójának tanulmányozása 1995-ben felfedte, hogy Daltonnak a színtévesztés egy ritka fajtája volt, a deuteroanopia (nem a közönségesebb deuteranomalia). A kéken és a lilán (angol purple) kívül csak sárga színt látott, mint értekezésében írja:

„a látvány azon része, amelyet mások vörösnek neveznek, az én számomra alig tűnik többnek, mint a fény egy árnyalata vagy hibája. Ezenkívül a narancsszín, a sárga és a zöld egy színnek látszik, amely harsányból halvány sárgába megy át, számomra a sárga árnyalatait létrehozva.”

Ezt az írást számos másik követte, olyan szerteágazó témákról, mint az eső, a harmat, a források eredete, a hő, az ég színe, a gőz, a segédigék és a melléknévi igenevek az angol nyelvben, a fényvisszaverődés és a fénytörés.

### Az atomelmélet
Dalton az 1808-ban  Jeremias Benjamin Richter egyenérték-törvényét fejlesztette tovább, összekapcsolva azt Daniel Sennert atomelméletével. Úgy vélte, hogy az atomok az anyag legkisebb részecskéi. Ugyanazon elem atomjainak minden tulajdonsága hasonló, a különböző elemek atomjai azonban különbözőek. A vegyületek az atomok egyesülésével jönnek létre. Az állandó tömegarányok törvényének lényege, hogy csak egész atomok egyesülhetnek. A különböző elemek atomjainak tömege különböző, ezért a vegyületek képződésénél megállapított tömegarányok az egyes atomok eltérő tömegének következményei. Pontosította az  egyenérték-törvényt és geometriai értelmezést adott neki. Kimutatta, hogy a kémiai reakciókban csak az anyagok egész adagjai vehetnek részt, és ebből a következő megállapításokra jutott:
- 1. Minden anyag parányi részecskékből, atomokból épül fel.
- 2. Az atomokat nem lehet felépíteni vagy eloszlatni. Az atomok egységesek és oszthatatlanok.
- 3. Ugyanazon elem valamennyi atomja azonos tulajdonságú és azonos tömegű.
- 4. Különböző elemek atomjainak tulajdonságai és tömege is különböző.
- 5. Amikor az elemek vegyületet képeznek, az atomok egész számokkal kifejezhető arányban kapcsolódnak.[7]

A reakcióban kölcsönösen részt vevő mennyiségek meghatározására új paramétert vezetett be: az elemek atomsúlyát.
Tévesen úgy gondolta, hogy a víz egy hidrogén- és egy oxigénatomból áll, ezért az oxigén atomsúlyát 8-nak adta meg.